# Sistema Nacional de Áreas Protegidas del Ecuador
El Sistema Nacional de Áreas Protegidas del Ecuador (SNAP) comprende 26.208.785,38 hectáreas total que corresponden 19.42% del territorio nacional de Ecuador según datos obtenidos del mismo en 2022, debido a la localización del país, esta presenta un alto nivel de biodiversidad. El SNAP busca garantizar la conservación de la biodiversidad y el mantenimiento de las funciones ecológicas. Este sistema y se integra por los subsistemas estatal, autónomo descentralizado, comunitario y privado, su declaratoria, categorización, recategorización, regulación y administración deben garantizar la conservación, manejo y uso sostenible de la biodiversidad, así como la conectividad funcional de los ecosistemas terrestres, insulares, marinos, marino-costeros y los derechos de la naturaleza y su rectoría y regulación es ejercida por el Estado. El Estado es quien asigna los recursos económicos necesarios para la sostenibilidad financiera del sistema, y fomenta la participación de las comunidades, pueblos y  nacionalidades que han habitado ancestralmente las áreas protegidas en su administración y gestión.
Hasta el 2023 el SNAP presenta 76 áreas protegidas a nivel nacional. Estos territorios se encuentran conformados por parques nacionales, refugios de vida silvestre, reservas, entre otras zonas con su propia categoría de conservación y manejo.  La Reserva Marina de Galápagos (RMG) es la más extensa con alrededor de 14.275.416  hectáreas y Reserva Marina Hermandad (6.000.000 de hectáreas) seguida por el Parque Nacional Yasuní (PNY) con 1 millón de hectáreas aproximadamente; el Parque Nacional Sangay (PNS) es el área protegida con mayor cantidad de ecosistemas, alrededor de 19, seguido por el Parque Nacional Podocarpus con 12 ecosistemas.
| Porcentaje de áreas protegidas por región | Porcentaje de áreas protegidas por región | Porcentaje de áreas protegidas por región | Porcentaje de áreas protegidas por región |
| Insular                                   | Costa                                     | Sierra                                    | Amazonia                                  |
| ----------------------------------------- | ----------------------------------------- | ----------------------------------------- | ----------------------------------------- |
| 99.8 %                                    | 7.95 %                                    | 9.51 %                                    | 27.8 %                                    |

Dentro del territorio nacional la superficie de áreas protegidas por región natural con mayor extensión corresponde a la marina con 19.3 millones de hectáreas, seguida por la región oriental o amazónica con 3.3 millones, 0.8 millones región insular o Galápagos, 0.7 millones de región sierra o interandina y 0.5 millones en región costa o litoral.
En 2023, el territorio de Ecuador se encuentra conservado el 20.60% en áreas protegidas terrestres (territorio continental, islas continentales, terrestre Galápagos) y en un 19,15% el marino que incluye el marino continental y el marino Galápagos). La biodiversidad del país es protegida y conservada mediante el SNAP establecido en la Constitución de la República del Ecuador de 1998 (Art. 86) y ratificado en la Constitución 2008 (Art. 405). El Sistema Nacional de Áreas Protegidas del Ecuador (SNAP) surge como una estrategia a nivel nacional in situ de conservación para la biodiversidad, esta abarca las cuatro regiones geográficas del país.

## Historia
El primer interés de conservación de los ecosistemas amenazados en el país surge en 1934, con la creación de las primeras normas legales orientadas a la protección del archipiélago de Galápagos y de especies de flora y fauna; en 1959, se establece el Parque Nacional Galápagos, en 1966, se crea la Reserva Geobotánica Pululahua y en 1968, la Reserva Ecológica Cotachachi Cayapas; recién en 1976 se implementa el manejo institucional de las áreas protegidas fundamentado en la Estrategia Preliminar para la Conservación de Áreas Silvestres Sobresalientes del Ecuador donde se puso las pautas para avanzar desde una visión gubernamental predominantemente comercial de los “recursos forestales” hacia un enfoque de protección y conservación de la biodiversidad; estableció las bases para la promulgación de la Ley Forestal y de Conservación de Áreas Naturales y Vida Silvestre en 1981, la que sigue vigente hasta la fecha; la segunda estrategia para el sistema de áreas protegidas que propuso la incorporación del Sistema Nacional de Áreas Protegidas (SNAP) en los procesos de planificación y ordenamiento territorial y la participación comunitaria en el manejo y gestión de las áreas de conservación se establece en el año de 1989.
Siguiendo las recomendaciones de las estrategias de 1976 y 1989, se creó el Instituto Ecuatoriano Forestal y de Áreas Naturales y de Vida Silvestre (INEFAN) en el año de 1991, adscrito al Ministerio de Agricultura y Ganadería. Años más tarde, la Comisión Asesora Ambiental (CAAM), adscrita a la Presidencia de la República, formuló la base política para la creación del Ministerio del Ambiente de Ecuador (MAE), el cual asume su rol de autoridad ambiental en el año 1996. En 1998 la Constitución Política del Ecuador dio paso a la institucionalización del SNAP en el país al declarar “el establecimiento de un Sistema Nacional de Áreas Naturales Protegidas que garantice la conservación de la biodiversidad y el mantenimiento de los servicios ecológicos y precisar el derecho soberano del Estado ecuatoriano sobre la diversidad biológica, las reservas naturales, las áreas protegidas y los parques nacionales.
El artículo 405 de la Constitución de la República del Ecuador de 2008 establece que el SNAP tiene como objetivo asegurar la conservación de la biodiversidad y el mantenimiento de las funciones ecológicas. Este sistema está compuesto por subsistemas estatal, autónomo descentralizado, comunitario y privado, siendo el Estado responsable de su dirección y regulación.

## Composición del Sistema
Las categorías de manejo que integran el Sistema Nacional de Áreas Protegidas serán gestionadas de la siguiente forma:

### Parques nacionales
Los parques nacionales son áreas naturales, tanto terrestres como marinas, que abarcan más de 10.000 hectáreas e incluyen uno o varios ecosistemas en un estado natural o con mínima alteración, con escasa presencia humana. Estos espacios pueden albergar recursos histórico-culturales integrados en entornos naturales que presenten una amplia diversidad de especies y recursos genéticos silvestres.
Los parques nacionales están destinados a la investigación, el monitoreo ambiental y pueden ofrecer oportunidades para el ecoturismo y actividades de conservación de los recursos naturales. Algunos ejemplos de estos parques incluyen el Parque Nacional Galápagos, el Parque Nacional Cayambe Coca y el Parque Nacional Sumaco Napo-Galeras.

### Reservas Biológicas
Las Reservas Biológicas del Ecuador son áreas naturales terrestres y/o marinas de tamaño grane 10.000 ha) que contienen un conjunto de ecosistemas o micro ecosistemas intactos o muy bien conservados. La mayor diversidad de especies y los recursos genéticos silvestres están representados en el área. Los objetivos principales de las Reservas Biológicas son la conservación de ecosistemas completos y sus especies. Si bien las actividades de educación ambiental son secundarias, la investigación ambiental es prioritaria. Se aplica un alto nivel de restricción en el uso de recursos naturales para garantizar el desarrollo ecológico de la reserva.

### Reservas Ecológicas
Las Reservas Ecológicas del Ecuador son áreas naturales terrestres y/o marinas de extensiones variables que pueden incluir uno o varios ecosistemas o formaciones vegetales en estado natural o con poca intervención humana. Revisten importancia nacional o regional para el manejo y utilización sostenible de los recursos naturales en beneficio de las comunidades humanas ancestrales presentes al momento de su establecimiento. "El objetivo principal es el de guardar materia genética, diversidad ecológica, bellezas escénicas, fenómenos especiales y la regulación ambiental para la investigación científica de elementos y fenómenos naturales y la educación ambiental. Cuando no hay conflictos con la investigación y la educación, se permiten actividades de recreación y ecoturismo en áreas limitadas, siempre y cuando las características del recurso lo permitan."

### Reservas Geobotánicas
Es un área de extensión destinada a la conservación de la flora silvestre y los recursos geológicos sobresalientes. Proteger en estado natural las áreas con diversos ecosistemas, paisajes y formaciones geológicas excepcionales, con el fin de asegurar la continuidad de los procesos evolutivos, naturales, y al mismo tiempo propender a la recuperación de las áreas alteradas por la intervención humana; son objetivos importantes de esta categorización. Por su valor histórico, cultural, paisajístico y científico, brinda oportunidades recreativas turísticas y de educación cultural a visitantes y turistas nacionales y extranjeros. Constituye un Banco de germoplasma de especies de flora y fauna en vías de extinción.

### Reserva de Producción de Flora y Fauna
Una Reserva de Producción de Flora y Fauna de Ecuador es una superficie de territorio de extensión entre 5.000 y 10.000 ha. con las siguientes características y propósitos:
- Existen en sus hábitats especies de fauna silvestre susceptibles y/o de valor económico.
- Comprende territorios que de costumbre han servido para la cacería de subsistencia de comunidades o grupos nativos del país.
- Bajo el correspondiente manejo u ordenamiento, se promueve la investigación y se desarrolla el fomento y producción de animales vivos y elementos de la fauna silvestre para cacería deportiva de subsistencia o comercial; y,
- De conformidad con las normas correspondientes, se permite la entrada de visitantes, cazadores y colectores de fauna silvestre o elementos de subsistencia de esta naturaleza.

"Las acciones prioritarias están relacionadas con el manejo sustentable de la vida silvestre, la educación ambiental, la restauración de ecosistemas y el turismo orientado a la naturaleza."

### Refugio de Vida Silvestre
Un Refugio de Vida Silvestre de Ecuador es un área silvestre terrestre y/o marina generalmente pequeña (menos de 5.000 ha) que contiene relictos de ecosistemas originales, formaciones vegetales o hábitat naturales o con muy leve alteración sujetas al manejo de la vida silvestre para garantizar la permanencia de especies importantes o grupos de especies de vida silvestre, residente o migratoria. Los refugios de vida silvestre también se establecen para proteger la información genética de especies silvestres en riesgo de desaparecer, con lo cual se asegura sus posibilidades de permanencia.

### Reserva Marina
Una reserva Marina de Ecuador' comprende toda la zona marina dentro de una franja de 40 millas náuticas, medidas a partir de las líneas base del Archipiélago y las aguas interiores e incluye columna de agua, fondo marino y subsuelo. La presencia humana está relacionada con la pesca ajustada a las necesidades de conservación y a la zonificación definidas en los planes de manejo.

### Área Nacional de Recreación
Un Área Nacional de Recreación de Ecuador corresponde a unidades continentales y/o marinas de extensión variable, que contienen fundamentalmente paisajes naturales intactos o alterados, de valor escénico, educativo, turístico y recreativo de importancia nacional e internacional. Los recursos del área tienen la capacidad de soporte para el turismo y contribuyen al desarrollo de pobladores locales en base al turismo de naturaleza.

## Listado de Áreas Protegidas
|     |            |                                      |      | |                                                     |                 |
| N.º | Fotografía | Denominación                         | Año  | Registro Oficial de Modificación (Fecha) | Provincia                                           | Superficie (ha) |
| 3   |            | Parque Nacional Cayambe-Coca         | 1970 | Registro Oficial n.º 69 del 20 de noviembre de 1979 Registro Oficial n.º 283 del 21 de septiembre de 2010                                          | Imbabura, Pichincha, Sucumbíos Napo                 | 408.284,5       |
| 4   |            | Parque Nacional Cotopaxi             | 1975 | Registro Oficial n.º 69 del 20 de noviembre de 1979 Registro Oficial n.º 10 del 23 de agosto de 1996                                               | Cotopaxi, Napo, Pichincha                           | 32.271,71       |
| 5   |            | Parque Nacional Cajas                | 1977 | Registro Oficial n.º 69 del 20 de noviembre de 1979 Registro Oficial n.º 02 del 17 de enero de 2003                                                | Azuay                                               | 29.389,37       |
| 1   |            | Parque Nacional Galápagos            | 1959 | | Galápagos, Área Marina                              | 789.088,15      |
| 19  |            | Parque Nacional Llanganates          | 1996 | Sin Modificación | Cotopaxi, Tungurahua, Pastaza y Napo                | 219.918,58      |
| 9   |            | Parque Nacional Machalilla           | 1979 | Registro Oficial n.º 472 del 29 de junio de 1994                                                                                                   | Manabí, Santa Elena, islas                          | 40.816,40       |
| 13  |            | Parque Nacional Podocarpus           | 1983 | Sin Modificación | Zamora Chinchipe y Loja                             | 138.492,58      |
| 11  |            | Parque Nacional Sangay               | 1975 | Registro Oficial n.º 69 del 20 de noviembre de 1979 Registro Oficial n.º 939 del 20 de mayo de 1992 Registro Oficial n.º 330 del 7 de mayo de 2004 | Azuay Cañar Chimborazo Morona Santiago y Tungurahua | 486.612,53      |
| 18  |            | Parque Nacional Sumaco Napo-Galeras  | 1994 | Sin Modificación | Napo Orellana Sucumbíos                             | 206.161,74      |
| 41  |            | Parque Nacional Yacurí               | 2010 | Sin Modificación | Loja y Zamora Chinchipe                             | 42.888,34       |
| 12  |            | Parque Nacional Yasuní               | 1979 | Registro Oficial n.º 408 del 02/04/1990 Registro Oficial n.º 937 del 18 de mayo de 1992                                                            | Orellana Pastaza                                    | 1.029.566,32    |
| 55  |            | Parque Nacional Río Negro- Sopladora | 2018 | Sin Modificación | Azuay Morona Santiago                               | 30.616,27       |
| 2   |            | Parque Nacional Cotacachi -Cayapas   | 1968 | Registro Oficial n.º 69 del 20 de noviembre de 1979; Registro Oficial n.º 711 del 25 de noviembre; Acuerdo Ministerial n.º 072 de agosto del 2017  | Esmeraldas e Imbabura                               | 260.961,46      |
| 17  |            | Parque Nacional Antisana             | 1993 | Acuerdo ministerial n.º 20 del 20 de julio de 2021                                                                                                 | Napo y Pichincha                                    | 120.581,27      |

### Reservas Biológicas
| Año de creación | Área protegida                     | Superficie (ha) |
| --------------- | ---------------------------------- | --------------- |
| 1985            | Reserva Biológica Limoncocha       | 3692.51         |
| 1999            | Reserva Biológica El Cóndor        | 2433.29         |
| 2006            | Reserva Biológica El Quimi         | 9023.82         |
| 2010            | Reserva Biológica Cerro Plateado   | 30760.67        |
| 2014            | Reserva Biológica Colonso-Chalupas | 93163.31        |

### Reservas Ecológicas
| Año de creación | Área protegida                             | Superficie (ha) |
| --------------- | ------------------------------------------ | --------------- |
| 1979            | Reserva Ecológica Manglares Churute        | 50070.11        |
| 1992            | Reserva Ecológica El Ángel                 | 15974.51        |
| 1996            | Reserva Ecológica Los Illinizas            | 134233.25       |
| 1996            | Reserva Ecológica Mache-Chindul            | 119993.79       |
| 1996            | Reserva Ecológica Manglares Cayapas-Mataje | 56387.91        |
| 2001            | Reserva Ecológica Arenillas                | 13527.49        |
| 2002            | Reserva Ecológica Cofán-Bermejo            | 54947.17        |

### Reserva Geobotánica
| Año de creación | Área protegida                | Superficie (ha) |
| --------------- | ----------------------------- | --------------- |
| 1978            | Reserva Geobotánica Pululahua | 3441.79         |

### Reservas de Producción de Flora y Fauna
| Año de creación | Área protegida                                         | Superficie (ha) |
| --------------- | ------------------------------------------------------ | --------------- |
| 1979            | Reserva de Producción de Fauna Cuyabeno                | 594950.48       |
| 1987            | Reserva de Producción de Fauna Chimborazo              | 52683.27        |
| 2002            | Reserva de Producción de Fauna Manglares El Salado     | 15535.56        |
| 2008            | Reserva de Producción de Fauna Puntilla de Santa Elena | 52435.19        |

### Refugio de Vida Silvestre
| Año de creación | Área protegida                                              | Superficie (ha) |
| --------------- | ----------------------------------------------------------- | --------------- |
| 1996            | Refugio de Vida Silvestre Pasochoa                          | 619.36          |
| 2002            | Refugio de Vida Silvestre Isla Corazón y Fragatas           | 2811.67         |
| 2002            | Refugio de Vida Silvestre La Chiquita                       | 811.85          |
| 2003            | Refugio de Vida Silvestre Manglares Estuario Río Muisne     | 92246.3         |
| 2006            | Refugio de Vida Silvestre El Zarza                          | 3696.31         |
| 2007            | Refugio de Vida Silvestre Manglares El Morro                | 11806.81        |
| 2008            | Refugio de Vida Silvestre Manglares Estuario Río Esmeraldas | 242.58          |
| 2008            | Refugio de Vida Silvestre Marino Costera Pacoche            | 31517.89        |
| 2010            | Refugio de Vida Silvestre El Pambilar                       | 3108.92         |
| 2016            | Refugio de Vida Silvestre Samama Mumbes                     | 2145.57         |

### Reservas Marinas
| Año de creación | Área protegida                                     | Superficie (ha) |
| --------------- | -------------------------------------------------- | --------------- |
| 1998            | Reserva marina Galápagos                           | 12690513.82     |
| 1999            | Reserva marina Isla Santa Clara                    | 37647.54        |
| 2008            | Reserva marina Galera San Francisco                | 54688.6         |
| 2012            | Reserva marina El Pelado                           | 13155.3         |
| 2015            | Reserva marina Cantagallo- Machalilla              | 142266.45       |
| 2016            | Reserva marina Bajo Copé                           | 39952.5         |
| 2021            | Reserva marina Puerto Cabuyal - Punta San Clemente | 130427.1        |
| 2022            | Reserva marina Hermandad                           | 60.000 km       |

### Área Nacional de Recreación
| Año de creación | Área protegida                                 | Superficie (ha) |
| --------------- | ---------------------------------------------- | --------------- |
| 1979            | Área nacional de recreación El Boliche         | 395.28          |
| 2002            | Área nacional de recreación Parque Lago        | 2148.88         |
| 2010            | Área nacional de recreación Isla Santay        | 2214.82         |
| 2010            | Área nacional de recreación Parque Samanes     | 851.65          |
| 2011            | Área racional de recreación Playas de Villamil | 2478.13         |
| 2012            | Área nacional de recreación Quimsacocha        | 3217.15         |

### Áreas Protegidas Autónomas Descentralizadas
| Año de creación | Área protegida                                                         | Superficie (ha) |
| --------------- | ---------------------------------------------------------------------- | --------------- |
| 2012            | Área Ecológica de Conservación Municipal Siete Iglesias                | 16029.06        |
| 2017            | Área Ecológica de Conservación Municipal La Bonita- Cofanes- Chingual  | 53093.82        |
| 2019            | Área Protegida Autónoma Descentralizada Cordillera Oriental del Carchi | 20439.79        |
| 2021            | Área Ecologíca de Conservación Municipa Yacuambi                       | 26913.38        |
| 2021            | Área Ecológica de Conservación Municipal Mazán                         | 2023.11         |
| 2021            | Área Ecológico de Conservación Municipal Taita Imbabura                | 3717.48         |
| 2022            | Área Ecologíca de Conservación Municipal Curiquingue Gallocantana      | 1223,63         |

### Área Protegida Comunitarias y Privadas
| Año de creación | Área protegida                                      | Superficie (ha) |
| --------------- | --------------------------------------------------- | --------------- |
| 2018            | Área Protegida Comunitaria Tambillo                 | 1954.65         |
| 2019            | Área Protegida Comunitaria Marcos Pérez de Castilla | 8604.72         |
| 2019            | Área Protegida Privada Bellavista                   | 347.69          |
| 2020            | Área Protegida Privada Ichubamba Yasepan            | 4790.13         |
| 2021            | Área Protegida Privada Neblina Piedra               | 188.66          |
| 2021            | Área Protegida Privada Neblina Sur                  | 690.64          |
| 2022            | Área Protegida Privada Cerro Candelaria             | 2698.77         |
| 2022            | Área Protegida Privada Río Zuñag                    | 757.73          |
| 2022            | Área Protegida Comunitaria Tiwi Nunka               | 5497.85         |

### Área de Protección Hídrica (APH)
- Área de Protección Hídrica de la microcuenca alta del río Garrapata
- Área de Protección Hídrica Ponce Paluguillo
- Área de Protección Hídrica Chalpatán- La Esperanza
- Área de Protección Hídrica Mojanda
- Área de Protección Hídrica San Jorge de Patate
- Área de Protección Hídrica Teligote
- Área de Protección Hídrica Golondrinas
- Área de Protección Hídrica Aguarico
- Área de Protección Hídrica Kayambi
- Área de Protección Hídrica Río Suno
- Área de Protección Hídrica Sur del Ecuador
- Área de Protección Hídrica Santa Rosa
- Área de Protección Hidráulica Acueducto La Esperanza - El Aromo.

## Áreas Protegidas del Ecuador e intervención humana
| Área natural protegida       | Superficie (ha) | Ubicación                                   | Superficie afectada por concesiones petroleras | Principales focos de presión                                                              |
| ---------------------------- | --------------- | ------------------------------------------- | ---------------------------------------------- | ----------------------------------------------------------------------------------------- |
| Yasuní                       | 1,029,566.32    | Orellana-Pastaza                            | 46.86 %                                        | Explotación petrolera, cacería y pesca indiscriminada                                     |
| Galápagos                    | 795,786.11      | Galápagos                                   |                                                | Especies introducidas, concentración de turismo en pocos sitios, crecimiento poblacional  |
| Sangay                       | 486,612.53      | Morona Santiago-Chimborazo-Tungurahua-Cañar |                                                | Carretera Guamote - Macas, cacería, pesca indiscriminada y ampliación de la zona agrícola |
| Llanganates                  | 219,918.58      | Tungurahua-Napo-Pastaza-Cotopaxi            | 8.22 %                                         | Ampliación de la frontera agrícola                                                        |
| Sumaco Napo-Galeras          | 206,161.74      | Napo-Orellana                               | 49.12 %                                        | Concesión petrolera y ampliación de la frontera                                           |
| Podocarpus                   | 138,492.58      | Loja-Zamora                                 |                                                | Minería artesanal, ampliación de la frontera agrícola y colonización en el sur.           |
| Machalilla                   | 58,499.89       | Manabí                                      |                                                | Cacería furtiva y saqueo de vestigios arqueológicos. Sobreexplotación de recursos.        |
| Cotopaxi                     | 32,271.71       | Cotopaxi, Pichincha                         |                                                | Sobrepastoreo y cacería furtiva.                                                          |
| Cajas                        | 29,389.37       | Azuay                                       |                                                | Carretera Molleturo Naranjal, sobrepastoreo, quemas y cacería furtiva.                    |
| Limoncocha                   | 3,692.51        | Sucumbíos                                   | 99,81 %                                        | Explotación petrolera                                                                     |
| Biológica - Marina Galápagos | 12,690,513.82   | Galápagos                                   |                                                | Pesca con sistemas ilegales de especies como pepino de mar                                |
| El Quimi                     | 9,023.82        | Morona Santiago                             |                                                |                                                                                           |
| Cayambe - Coca               | 408,284.57      | Pichincha-Napo-Sucumbíos-Imbabura           | 3.71 %                                         | Proyecto Papallacta, colonización en el flanco nororiental, oleoducto.                    |
| Cotacachi - Cayapas          | 260,961.46      | Imbabura, Esmeraldas                        |                                                | Colonización de las zonas bajas, cacería y pesca ilegal en la zona alta                   |
| Los Illinizas                | 134,233.25      | Cotopaxi-Pichincha                          |                                                | Cacería quemas y ampliación de frontera agrícola.                                         |
| El Ángel                     | 15,974.51       | Carchi                                      |                                                | Quema sobrepasto.                                                                         |
| Manglares Cayapas - Mataje   | 56,387.91       | Esmeraldas                                  |                                                | Camaroneras, uso indiscriminado de recursos bioacuáticos (concha, cangrejo).              |
| Antisana                     | 120,581.27      | Pichincha, Napo                             |                                                | Proyecto de agua potable Quito-Mica Sur y colonización en sector oriental.                |
| Mache - Chindul              | 119,993.79      | Manabí, Esmeraldas                          |                                                | Ampliación de la frontera agrícola y explotación de madera.                               |
| Manglares Churute            | 50,070.11       | Guayas                                      |                                                | Camaronera, expansión de la frontera agrícola.                                            |
| Cofán - Bermejo              | 54,947.17       | Sucumbíos                                   |                                                |                                                                                           |
| Arenillas                    | 13,527.49       | El Oro                                      |                                                |                                                                                           |
| Pululahua                    | 3,441.79        | Pichincha                                   |                                                | Pastoreo sector norte.                                                                    |
| Chimborazo                   | 52,683.27       | Chimborazo-Bolívar-Tungurahua               |                                                | Turismo sin control.                                                                      |
| Cuyabeno                     | 594,950.49      | Sucumbíos-Orellana                          |                                                | Explotación petrolera, sobrecarga de turismo.                                             |
| Manglares El Salado          | 15,535.56       | Guayas                                      |                                                |                                                                                           |
| Pasochoa                     | 619.36          | Pichincha                                   |                                                |                                                                                           |
| Isla Santa Clara             | 5               | El Oro                                      |                                                |                                                                                           |
| El Zarza                     | 3,696.31        | Zamora Chinchipe                            |                                                |                                                                                           |
| El Morro                     | 35,373.41       | Guayas                                      |                                                |                                                                                           |
| El Boliche                   | 395.28          | Cotopaxi                                    |                                                |                                                                                           |
| Parque Lago                  | 2,148.88        | Guayas                                      |                                                |                                                                                           |
| El Cóndor                    | 2,433.29        | Morona                                      |                                                |                                                                                           |
| Parque Awá                   | 580             | Carchi, Imbabura, Esmeraldas                |                                                |                                                                                           |